# Constantijn Huygens
Constantijn Huygens, född 4 september 1596 i Haag, död 28 mars 1687 i Haag, var en nederländsk skald och far till vetenskapsmannen Christiaan Huygens.
Huygens tjänade huset Oranien ända till sin ålderdom såsom sekreterare, rådsherre och räknemästare; med nederländska ambassader fick han göra resor till såväl England som Italien. 
Huygens skrev lyriska dikter på flera språk, de latinska samlades i Momenta desultoria (1644; andra upplagan 1655), de nederländska i Korenbloemen (1658; ny utökad upplaga 1672). Förutom bibliskt moraliska dikter (Heilighe daghen, 1645) och naturbeskrivande poem författade han ett stort antal epigram ("Sneldichten"). Hans smak har setts som osäker, marinism och euphuism påverkade hans stil. 
Bland annat var Batava Tempe dat is 't Voorhout van 's-Gravenhage (1622, många upplagor), en humoristisk topografisk skildring av skogsparken vid Haag, den satiriska Costelick mal, målningen av hans sommarbostad Hofwyck (1653), lustspelet Trijntje Cornelis (1653), lantmålningen De Zeestraet van 's Gravenhage op Schevening (1667) mycket populära. 
Hans självbiografiska arbeten, De vita propria (1817) och Cluyswerck (1841 och 1884), hans Mémoires (1883) och Dagboek (1884–85) har utgivits postumt; hans samlade dikter utkom 1892–95 i kritisk upplaga av Worp, som även publicerade hans brev till Corneille (1891) och senare hela hans brevväxling (1911–1917).